# Rafał Brzozowski
Rafał Brzozowski (sinh ngày 8 tháng 6 năm 1981 tại Warszawa) là một ca sĩ kiêm người dẫn chương trình truyền hình người Ba Lan. 

## Sự nghiệp
Rafał Brzozowsk bắt đầu được khán giả truyền hình biết đến qua mùa đầu tiên của chương trình tìm kiếm tài năng The Voice of Poland 2011. Vào năm 2012, anh phát hành đĩa đơn "Tak blisko". Chính đĩa đơn này đã giúp anh giành được giải thưởng ở hạng mục Bản hit mùa hè tại lễ trao giải Eska Music Awards 2012. Năm 2017, anh trở thành người dẫn chương trình trò chơi Wheel of Fortune phiên bản Ba Lan.
Năm 2021, Rafał Brzozowsk đại diện cho Ba Lan thể hiện ca khúc "The Ride" tại cuộc thi Eurovision Song Contest diễn ra ở thành phố Rotterdam, Hà Lan. Anh xếp hạng thứ 14 trong trận bán kết thứ hai với 35 điểm nên không thể lọt vào trận chung kết.

## Tác phẩm âm nhạc

### Album
- 2012 - Tak blisko [6]
- 2014 - Mój czas
- 2014 - Na święta
- 2015 - Borysewicz & Brzozowski
- 2016 - Moje serce to jest muzyk, czyli polskie standard

### Đĩa đơn
| Tựa đề                             | Năm  | Album                   |
| ---------------------------------- | ---- | ----------------------- |
| "Tak blisko"                       | 2012 | Tak blisko              |
| "Katrina"                          | 2012 | Tak blisko              |
| "Gdy śliczna Panna"                | 2012 | Na święta               |
| "Za mały świat"                    | 2013 | Tak blisko              |
| "Nie mam nic"                      | 2013 | Tak blisko              |
| "Za chwilę przyjdą święta"         | 2013 | Na święta               |
| "Magiczne słowa"                   | 2014 | Mój czas                |
| "Świat jest nasz"                  | 2014 | Mój czas                |
| "Linia czasu"                      | 2014 | Mój czas                |
| "Kto"                              | 2015 | Mój czas                |
| "Jeden tydzień"                    | 2015 | Mój czas                |
| "Słowa na otarcie łez"             | 2015 | Borysewicz & Brzozowski |
| "Zaczekaj – tyle kłamstw co prawd" | 2016 |                         |
| "Sky Over Europe"                  | 2017 |                         |
| "Już wiem"                         | 2017 |                         |
| "Gentleman"                        | 2020 |                         |
| "The Ride"                         | 2021 |                         |
| "Głośniej"                         | 2021 |                         |